# Pseudoanthidium micronitens
Pseudoanthidium micronitens là một loài Hymenoptera trong họ Megachilidae. Loài này được Pasteels mô tả khoa học năm 1981.